# Shaping (socken i Kina, Sichuan)
Shaping (kinesiska: 沙坪乡, 沙坪) är en socken i Kina. Den ligger i provinsen Sichuan, i den sydvästra delen av landet, omkring 360 kilometer nordost om provinshuvudstaden Chengdu. Antalet invånare är 5 085. Befolkningen består av 2 376 kvinnor och 2 709 män. Barn under 15 år utgör 17,0 %, vuxna 15-64 år 70 %, och äldre över 65 år 11,0 %.
Genomsnittlig årsnederbörd är 1 461 millimeter. Den regnigaste månaden är juli, med i genomsnitt 314 mm nederbörd, och den torraste är december, med 5 mm nederbörd.